# خطف (برمجة)
خطف (بالإنجليزية: Hooking)‏ هو تكنيك في البرمجة يستعمل ما يسمى بالخطاطيف لعمل سلسلة من العمليات كمدبر للحدث. بحيث أنه بعد تحقق الحدث المدبر فأن سريان التحكم يتبع السلسلة في صورة محددة.